# Parbatipur, Rangpur Division
Parbatipur är en ort i Bangladesh.   Den ligger i provinsen Rangpur, i den nordvästra delen av landet, 260 km nordväst om huvudstaden Dhaka. Parbatipur ligger 39 meter över havet och antalet invånare är 48 020.